# Alpii bavarezi

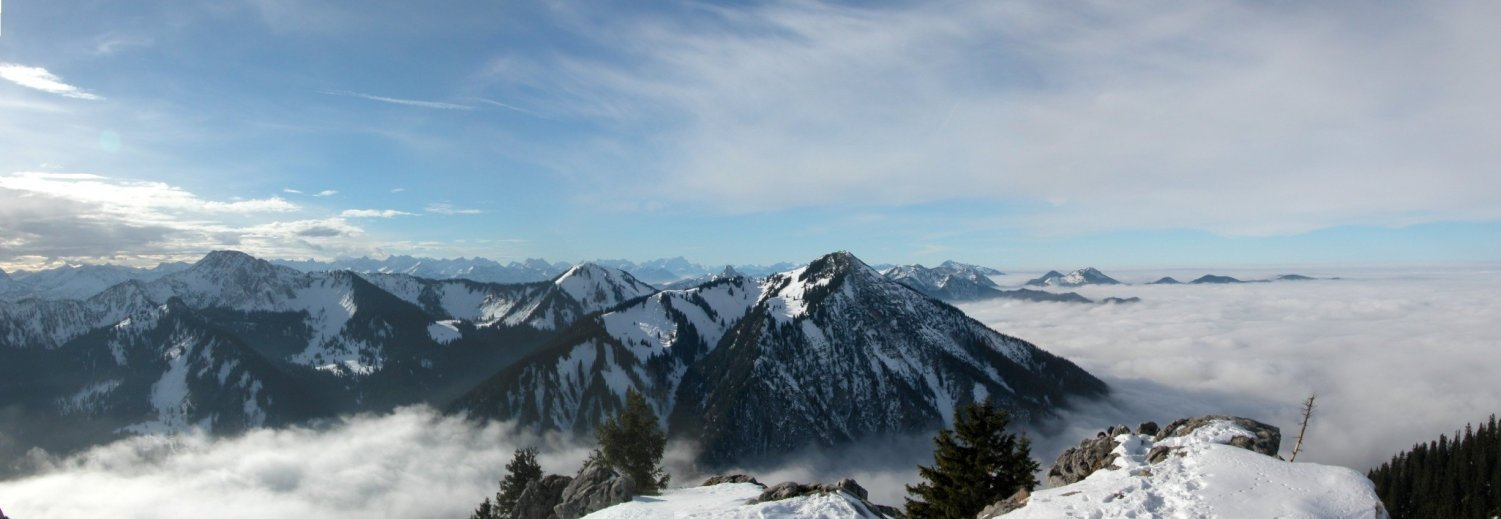
Vedere spre vest spre muntele Wallberg din grupa Mangfallgebirge

Alpii bavarezi (în germană: Bayerische Alpen) este un termen care se referă la toți munții din grupul Alpilor care se află pe teritoriul Bavariei. A nu se confunda cu termenul „Prealpii bavarezi” (Bayerische Voralpen) limitați de râurile Loisach în vest și Inn în est.
Alpii bavarezi fac parte din grupul nordic al „Alpilor Calcaroși” (Nördliche Kalkalpen) și cuprind:
- Allgäuer Alpen
- Ammergauer Alpen
- Wettersteingebirge
- Bayerische Voralpen cu Estergebirge, Walchenseeberge,
- Benediktenwandgruppe și Mangfallgebirge,
- Karwendel
- Chiemgauer Alpen
- Berchtesgadener Alpen

Prin extensie sunt incluși în această categorie și Alpii Salzburgului și cei din Vorarlberg, situați în Austria.
Vârful cel mai înalt din Alpii bavarezi este Zugspitze (2.962 m), situat în partea apuseană a Munților Wetterstein. Aici își au sursa doi ghețari.
La fel ca relieful Alpilor în general, relieful Alpilor bavarezi este puternic influențat de acțiunea de erodare a ghețarilor din ultima perioadă glaciară. Asfel au luat naștere „căldări glaciare” (Kar), „lacuri glaciare” și văi tipice (în formă de „U”).